# 北の国のカナリアたち
もしかして
- 北のカナリアたち

ではありませんか？